# Attentatsversuch auf Fumio Kishida

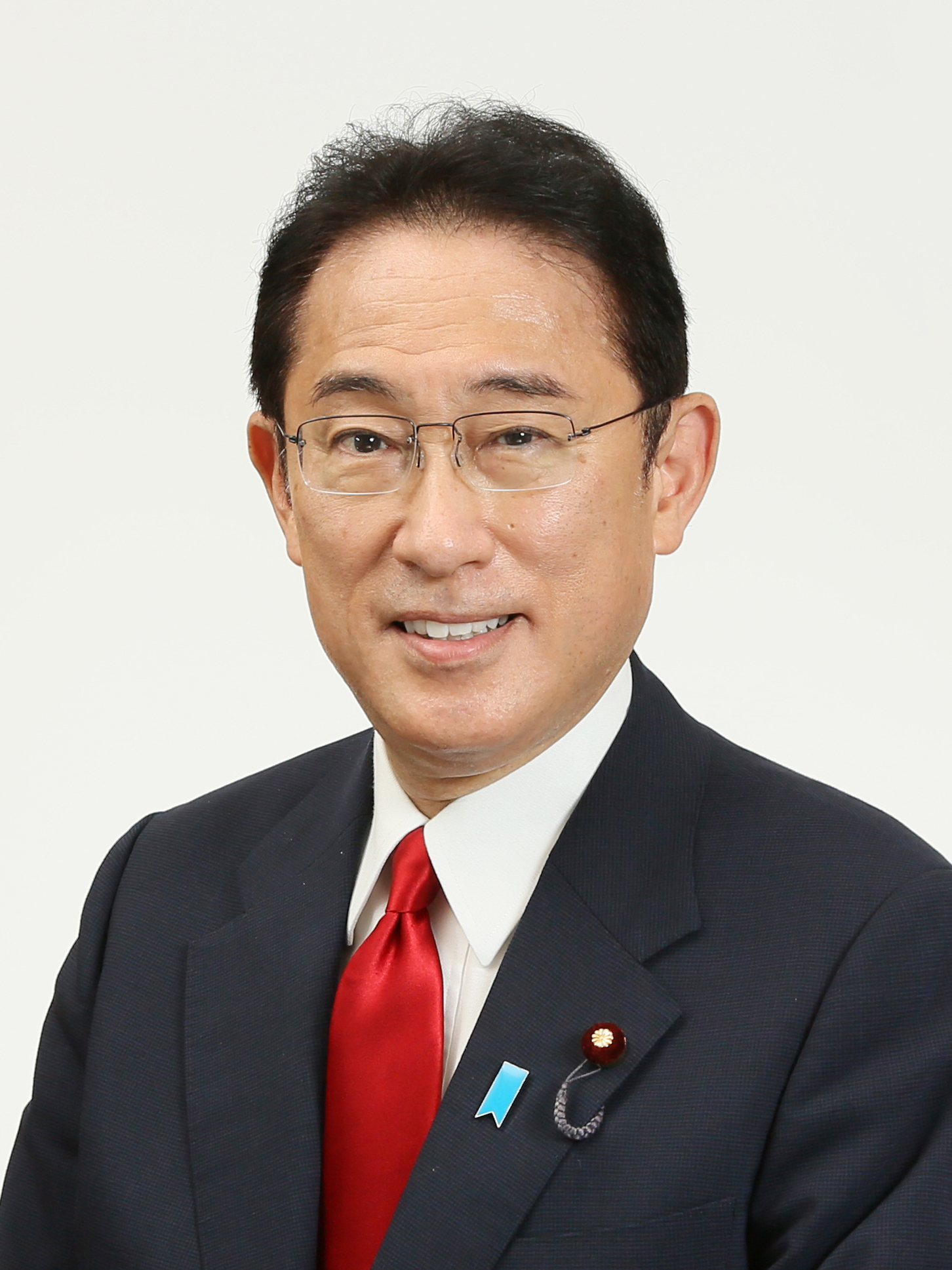

Am 15. April 2023 wurde ein Attentatsversuch auf den japanischen Premierminister Fumio Kishida verübt, als er Wakayama, die Hauptstadt der westjapanischen Präfektur Wakayama besuchte, um den LDP-Kandidaten Hirofumi Kado bei der nationalen Repräsentantenhausnachwahl im Wahlkreis Wakayama 1 im Wahlkampf zu unterstützen.

## Der Attentatsversuch
Am 15. April 2023 hielt der japanische Premierminister Fumio Kishida in der Stadt Wakayama eine Rede zur Unterstützung eines Politikers der Liberaldemokratischen Partei, als in seiner Nähe eine sogenannte „Rauchbombe“ explodierte. Kishida blieb von der Rauchbombe unverletzt und wurde evakuiert. Ein Mann, Ryūji Kimura, wurde am Tatort festgenommen, nachdem er die Rauchbombe wegen des Verdachts der „Geschäftsbehinderung“ geworfen hatte.
Nach dem Vorfall erklärte Kishida: „Es tut mir leid, dass ich viele Menschen beunruhigt habe. Wir befinden uns mitten in einer wichtigen Wahl für unser Land. Wir müssen diese gemeinsam fortsetzen.“ Der Vorfall ereignete sich weniger als ein Jahr nach der Ermordung des ehemaligen Premierministers Shinzō Abe am 8. Juli 2022.